# 三汇镇站
三汇镇站位于中华人民共和国四川省达州市渠县三汇镇，是襄渝铁路、达三线、达成铁路上的火车站，建于1975年，由成都局集团达州车务段管辖，车站不办理客运业务，不办理货运业务；此外本站还为经停本站列车的司机供餐。
三汇镇站随襄渝铁路渠县段建于1970年，1972年5月随重庆至达县段开通运营。1992年达成铁路动工，于本站接轨，1996年7月1日开通本站至南充区间:914:106,148。2005年襄渝二线和达成二线复线化工程开工。襄渝二线在本站至上行达州区间新修复线，于2009年7月6日通车，老线本站至达州区间更名为达三线，形成三线区间；达成线本站至遂宁区间复线化工程于7月7日通车；襄渝二线本站至磨心坡区间则于9月20日开通。

## 車站周邊
- 襄渝铁路二线铁路工程公安局第六公安处派出所
- 川水职工医院